# ChME3型柴油机车
ChME3型柴油机车（俄語：ЧМЭ3）是苏联的第二代柴油机车车型之一，由位于捷克斯洛伐克的ČKD公司设计制造，于1963年至1991年间累计生产了超过7400台，至今仍然是俄罗斯铁路的主力调车机车，与TEM2型柴油机车共同占了俄罗斯调车柴油机车车队的九成以上。
1950年代起，按经济互助委员会的分工，苏联向东欧国家出口干线柴油机车，而从捷克斯洛伐克进口电力传动调车柴油机车和客运电力机车，ChME3型机车为其中之一。ChME3型柴油机车采用直流电力传动，装用一台6气缸、直立式、水冷、带涡轮增压的K6S310DR型四冲程柴油机，装车功率994千瓦，机车可以多机联挂重联牵引。

## 参看
- TEM2型柴油机车